# Parepierus ovatulus
Parepierus ovatulus är en skalbaggsart som beskrevs av Heinrich Bickhardt 1918. Parepierus ovatulus ingår i släktet Parepierus och familjen stumpbaggar. Inga underarter finns listade i Catalogue of Life.